# Vincent Collet
Vincent Florent Antoine Collet (ur. 6 czerwca 1963 w Sainte-Adresse) – francuski koszykarz, występujący na pozycji rozgrywającego, po zakończeniu kariery zawodniczej trener koszykarski,  obecnie trener Metropolitans 92 oraz kadry Francji.

## Osiągnięcia
Stan na 25 października 2022, na podstawie, o ile nie zaznaczono inaczej.

### Zawodnicze
Drużynowe
- Mistrz Francji (1982)
- Wicemistrz Francji (1983)
- 3. miejsce:
  - podczas mistrzostw Francji (1984)
  - w II Lidze francuskiej LNB Pro B (1996)
- Uczestnik rozgrywek międzynarodowych pucharu:
  - Europy Mistrzów Krajowych (1982/1983)
  - Europy Zdobywców Pucharów (1980–1982, 1986/1987)
  - Koracia (1983–1985, 1987–1989)

Indywidualne
- Uczestnik meczu gwiazd francuskiej ligi LNB Pro A (1988)

### Trenerskie
Drużynowe
- Mistrzostwo Francji (2006, 2009)
- Wicemistrzostwo Francji (2013–2017)
- Puchar:
  - Francji (2004, 2015, 2018)
  - Liderów LNB Pro A (2006, 2010, 2015, 2019)
- Superpuchar Francji (2009, 2015)
- 2. miejsce w Pucharze Liderów (2004, 2007)

Indywidualne
- Trener roku LNB Pro A (2001, 2004, 2015, 2016, 2022)[3]

Reprezentacyjne
- Mistrzostwo Europy (2013)
- Wicemistrzostwo:
  - olimpijskie (2020)[4]
  - Europy (2011)
- Brąz mistrzostw:
  - świata (2014, 2019)
  - Europy (2015)
- Trener kadry Francji podczas:
  - igrzysk olimpijskich (2012 – 6. miejsce, 2016 – 6. miejsce, 2020)[4]
  - mistrzostw:
    - świata (2014, 2019)
    - Europy (2009 – 5. miejsce, 2011, 2013, 2015, 2017 – 12. miejsce)
- Najlepszy trener koszykarskiego turnieju olimpijskiego (2024)[5]